# HD 46375
HD 46375 är en dubbelstjärnabelägen i den mellersta delen av stjärnbilden Enhörningen. Den har en skenbar magnitud av ca 7,9 och kräver åtminstone en handkikare eller ett mindre teleskop för att kunna observeras. Baserat på parallaxmätning inom Hipparcosuppdraget på ca 28,7 mas, beräknas den befinna sig på ett avstånd på ca 114 ljusår (ca 35 parsek) från solen. Den rör sig närmare solen med en heliocentrisk radialhastighet på ca –1,6 km/s. Stjärna har ibland klassificerats som medlem av stjärnhopen NGC 2244 i Rosettnebulosan, men i själva verket råkar den bara ligga i förgrunden. Avståndet till stjärnhopen är mycket större, ca 4 500 ljusår.

## Egenskaper
Primärstjärnan HD 46375 A är en orange till röd underjättestjärna av spektralklass K1 IV, vilket anger att den termonukleära fusionen i dess kärna börjar upphöra och stjärnan håller på att bli en röd jätte. Den har en massa som är ca 0,91 solmassor, radie som är ungefär lika med  solradien och har ca 0,89 gånger solens utstrålning av energi från dess fotosfär vid en effektiv temperatur på ca 3 700 K.

## Planetsystem
I mars 2000 upptäcktes planeten HD 46375 b tillsammans med 79 Ceti b. Planeten har en massa som är bara tre fjärdedelar av Saturnus massa och en omloppsperiod av ca 3 dygn. Den ingår i en dubbelstjärna där följeslagaren, HD 46375 B, är en stjärna av spektralklass K9,5 - M1,5, med en massa av 0,580 solmassa.